# John Wray (Schriftsteller)

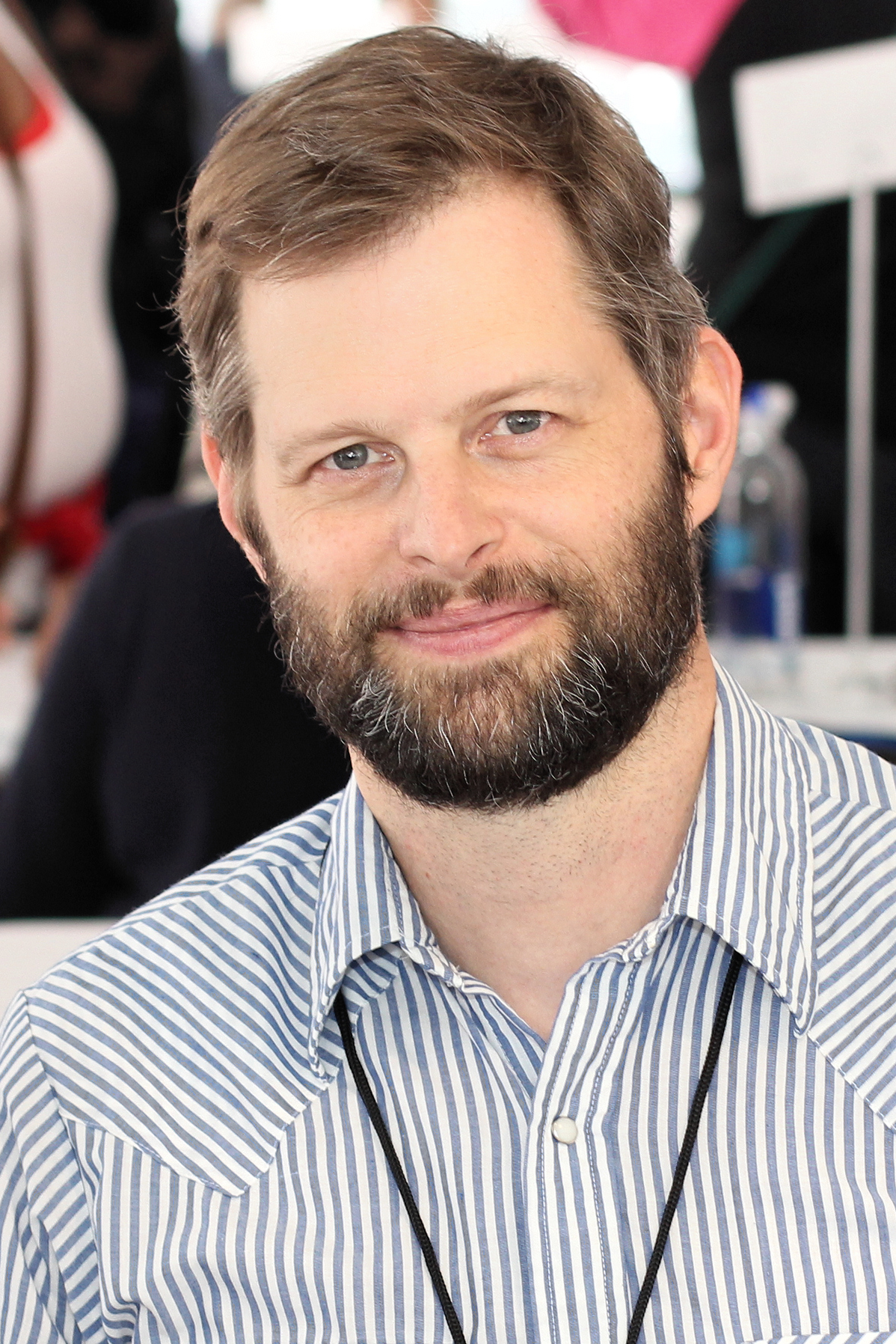
John Wray (2018)

John Wray (geboren 1971 in Washington, D.C.) ist das Pseudonym von John Henderson, einem US-amerikanisch-österreichischen Schriftsteller. 

## Leben
Henderson wuchs als Sohn eines amerikanischen Onkologen und einer in den 1960er Jahren ausgewanderten österreichischen Onkologin in Buffalo auf und begann ein Biologiestudium am Oberlin College. Dieses brach er ab, lebte von Gelegenheitsjobs und machte auch Rockmusik in einer Band.
Für seine Short Story In the Tunnel erhielt Wray 2007 einen Granta-Förderpreis. Für den Roman The Right Hand of Sleep, an dem er sieben Jahre gearbeitet hatte, bekam er 2001 den Nachwuchsförderpreis Whiting Award. Anlässlich der Recherche für den Roman Canaan’s Tongue, der einen Stoff aus Mark Twains Leben auf dem Mississippi enthält, fuhr er 2005 mit einem Floß 600 Meilen auf dem Mississippi River; für diesen Roman wurde er für den Believer Book Award nominiert. 2010 war Wray Fellow der American Academy in Berlin. 
Wray hält sich zeitweilig auch bei Verwandten mütterlicherseits in Friesach (Kärnten, Österreich) auf. Er bewohnt in Brooklyn ein selbstrenoviertes Brownstone-Haus und hat einige Schreibzimmer an Schriftsteller vermietet, darunter, Stand 2019, Marlon James, Nathan Englander, Alice Sola Kim und den Kinderbuchautor Isaac Fitzgerald.
Im Jahr 2017 wurde er beim Ingeborg-Bachmann-Wettbewerb für einen Textauszug aus Madrigal mit dem Deutschlandfunk-Preis ausgezeichnet.

## Werke (Auswahl)
- The Right Hand of Sleep. Random House, New York City 2001, ISBN 978-0-375-40651-5
  - Die Rechte Hand des Schlafes. Roman. Übersetzung Peter Knecht. Berlin-Verlag 2002
- Canaan’s Tongue. Random House, New York City 2006, ISBN 978-1-4000-3381-2.
- Lowboy. Macmillan, London 2009, ISBN 978-0-374-19416-1
  - Retter der Welt. Roman. Übersetzung Peter Knecht. Rowohlt, Reinbek 2009
- The Lost Time Accidents. Macmillan, London 2016. ISBN 978-1-429-94452-6.
  - Das Geheimnis der verlorenen Zeit. Übersetzung Bernhard Robben. Rowohlt, Reinbek bei Hamburg 2016, ISBN 978-3-498-07364-0.[10]
- Godsend. Canongate, 2019
  - Gotteskind. Übersetzung Bernhard Robben. Rowohlt, Reinbek bei Hamburg 2019, ISBN 978-3-498-07394-7.
- Madrigal. Erzählungen, Rowohlt, Hamburg 2021, ISBN 978-3-498-00168-1.
- Gone to the Wolves
  - Unter Wölfen. Übersetzung Bernhard Robben. Rowohlt, Hamburg 2024, ISBN 978-3-498-00246-6.